# Difluorbenzoylchloride
Die Difluorbenzoylchloride bilden eine Stoffgruppe, die sich sowohl von Benzoylchlorid als auch von den fluorsubstituierten Benzolen ableiten. Die Struktur besteht aus Benzoylchlorid mit zwei angefügten Fluor als Substituenten. Durch deren unterschiedliche Anordnung ergeben sich sechs Konstitutionsisomere.

## Eigenschaften
| Gefahrensymbol | Gefahrensymbol |

| Gefahrensymbol | Gefahrensymbol |

| Gefahrensymbol | Gefahrensymbol |

| Gefahrensymbol |

| Gefahrensymbol |

| Gefahrensymbol | Gefahrensymbol |

## Verwendung
Difluorbenzoylchloride werden als Zwischenprodukt zur Herstellung anderer chemischer Verbindungen (z. B. Thiohydrazide oder Etoxazol) verwendet.